# 구즈류강
구즈류강(일본어: 九頭竜川 구즈류가와[*])은 일본 후쿠이현 레이호쿠 지방을 지나는 1급 하천이다. 구즈류강 수계의 본류에 해당한다. 구즈류강의 유역 면적인 2,930 km2은 후쿠이현 전체 면적의 70%에 해당할 정도이며 후쿠이현의 상징 중 하나이다.
후쿠이현 오노시 히가시시누노(東市布)과 기후현의 경계인 아부라사카고개(고도 717 m) 부근에서 발원하여 구즈류댐을 거쳐 기후현 구조시에서 흐르는 이토시로강과 합류한다. 오노분지, 가쓰야마분지 서북쪽을 통과하여 후쿠이평야에서 히노강과 합류, 북쪽으로 흘러가 사카이시에서 동해로 빠져나간다. 구즈류강의 강한 퇴적 작용으로 강 유역을 따라 후쿠이평야가 만들어졌다.

## 어원
구즈류강에 대한 어원은 여러 설이 있으며, 확실하지 않다.
- "에치젠명적고"에 따르면 889년(간표 원년) 6월 헤이센지하쿠산신사(헤이센지)의 하쿠산곤겐이 승병들 앞에 시현되어 그 존상을 강에 띄었는데, 몸은 하나인데 머리는 9개인 용이 나타나 존상을 받들고선 물살을 따라 강 건너에 있던 흑룡신에까지 닿았다고 한다. 이후 강에 9마리 머리 용이라는 뜻의 "구즈류"라는 이름이 붙었다고 한다.
- "국주기"에서는 931년 경(조헤이 시기) 일본 국토를 지키기 위해 나라의 각 방위마다 동쪽에는 히타치국의 가시마 신궁에, 서쪽에는 아키국의 이쓰쿠시마섬에, 남쪽에는 기이국의 구마노에, 북쪽에는 에치젠국의 구즈레야마(崩川)에 4위의 신을 놓았다. 이 구즈레야마의 구즈류덴쇼을 받드는 신은 구료류(흑룡왕)으로, 신사 앞에 흐르는 강을 구즈류강(黒竜川, 흑룡강)이라 부르기 시작했다고 한다.
- 장원제 시기 기록된 다이조인지진샤 잡사기(1480년 저술)의 그림에서는 '구즈레야마'라는 명칭이 있으며, 태평기에는 구즈류신사를 '구즈레묘진'(クズレ明神)으로 기록했다 시간이 지나면서 구즈류강으로 전사되었다고 기록하고 있다.

## 개발 역사
구즈류강은 험난한 지형을 가진 상류 오쿠에쓰 지역이 다우지인데다 중류 나루카 지구에는 선상지가 발달하여 유사 이래 지속적으로 범람해 "무너진 강"(崩れ川)이라 부를 정도로 개발이 어려웠다. 한편 지속적으로 범람하는 유수의 곡창지대이기도 하여 고대부터 치수 및 이수 개발이 활발한 곳이기도 하였다.

### 1948년 후쿠이 지진
1948년 일어난 후쿠이 지진으로 피해 지역을 흐르는 구즈류강, 히노강, 아스와강의 제방이 총 길이 140 km 길이에 걸쳐 곳곳에서 균열, 함몰, 붕괴되었으며 특히 구즈류강에서는 제방이 최대 4.5 m 높이로 내려앉았다. 지진 발생 약 1개월 후인 7월 23일 밤부터 25일까지 혼슈 남안에 정체된 장마전선과 와카사만 해역에 발생한 저깅바의 영향으로 후쿠이 상류 지역에서 최대 강수량 350 mm 이상의 기록적인 폭우가 내려 7월 25일 저녁에는 구즈류강 좌안의 나카후지시마촌 도묘지에서 길이 약 300 m로 제방이 붕괴되어 홍수가 후쿠이 시내를 덮쳤다. 이 홍수로 약 7천 가구가 침수되었고 약 28,000명이 수해 피해를 입었으며 침수 깊이는 최대 2.4 m, 침수 면적은 약 1,900 ha에 달했다.
당시 장마철 호우에 이어 태풍이 다수 발생하는 여름철이 옴에 따라 피해를 입은 제방을 제거하고 다시 쌓는 복구를 하지 않고 침하된 제방 위에서 다시 흙을 쌓는 응급 복구 보수 작업을 진행했다.

## 주요 하천 시설
구즈류강 수계에 건설된 시설 중 현존하는 가장 오래된 시설은 호겐 연간에 후지와라 구니사다(藤原国貞)가 개척한 '소고 용수'이다. 이 용수는 에치젠국을 지배하는 세력이 대대로 관리하는 중요시설로 자리잡았다. 관개 시설은 제2차 세계 대전 이후인 1954년 전후용수로 나루카촌 지역에 나루카 제방을 건설하면서 근대화되었다. 수력 발전소는 1899년 교토전등이 아시바강에 수력 발전소를 설치한 것을 시작으로 제2차 세계 대전 전후에는 호쿠리쿠 전력과 덴겐카이하쓰 등이 대규모 수력 발전소 건설 계획을 세웠으나 수역 개발권 문제로 분규가 일어났다. 당시 일본 건설성(현 일본 국토교통성 긴키지방정비국)은 조정에 나서는 한편 태풍 베라(이세만 태풍)의 피해를 기회로 구즈류강에 대한 대규모 하천정비사업을 벌여 치수 및 전력개발을 합친 "오쿠에쓰 종합개발계획"을 발동하였다.

## 유역 행정구역
본류
- 후쿠이현 - 오노시, 가쓰야마시, 요시다군 에이헤이지정, 후쿠이시, 사카이시

지류
- 기후현 - 구조시
- 후쿠이현 - 난조군 미나미에치젠정, 에치젠시, 사바에시, 뉴군 에치젠정, 이마다테군 이케다정, 아와라시 - 본류로 합류

지류 유역의 기후현 지역은 모두 1958년 후쿠이현에서 기후현으로 편입된 지역이다.

## 수계의 주요 지천
- 이토시로강
- 마나강 - 구모가와강
- 다키나미강
- 에이헤이지강
- 히노강 - 아스와강
- 다케다강

## 같이 보기
- 구즈류우가와 전투
- 후쿠이 지진

## 참고 문헌
- 『九頭竜川流域史』：国土交通省近畿地方整備局 福井河川国道事務所
- 『ダム便覧 2006』：日本ダム協会。2006年
- 『日本の多目的ダム』1972年版：建設省河川局監修・全国河川総合開発促進期成同盟会編。山海堂 1972年
- 『日本の多目的ダム』1980年版：建設省河川局監修・全国河川総合開発促進期成同盟会編。山海堂 1980年
- 大庭桂『竜の谷のひみつ』、旺文社、2000年 ISBN 4010695560
- 中央防災会議災害教訓の継承に関する専門調査会 (2011년 3월). 《1948 福井地震報告書》. 2019년 10월 13일에 원본 문서에서 보존된 문서. 2020년 5월 22일에 확인함.
- 《特別展 福井震災70年 …記録と記憶を未来へつなぐ…（図録）》. 福井県立歴史博物館. 2018년 6월 28일. 2019년 12월 31일에 원본 문서에서 보존된 문서. 2020년 5월 22일에 확인함.